# ガヴァネス

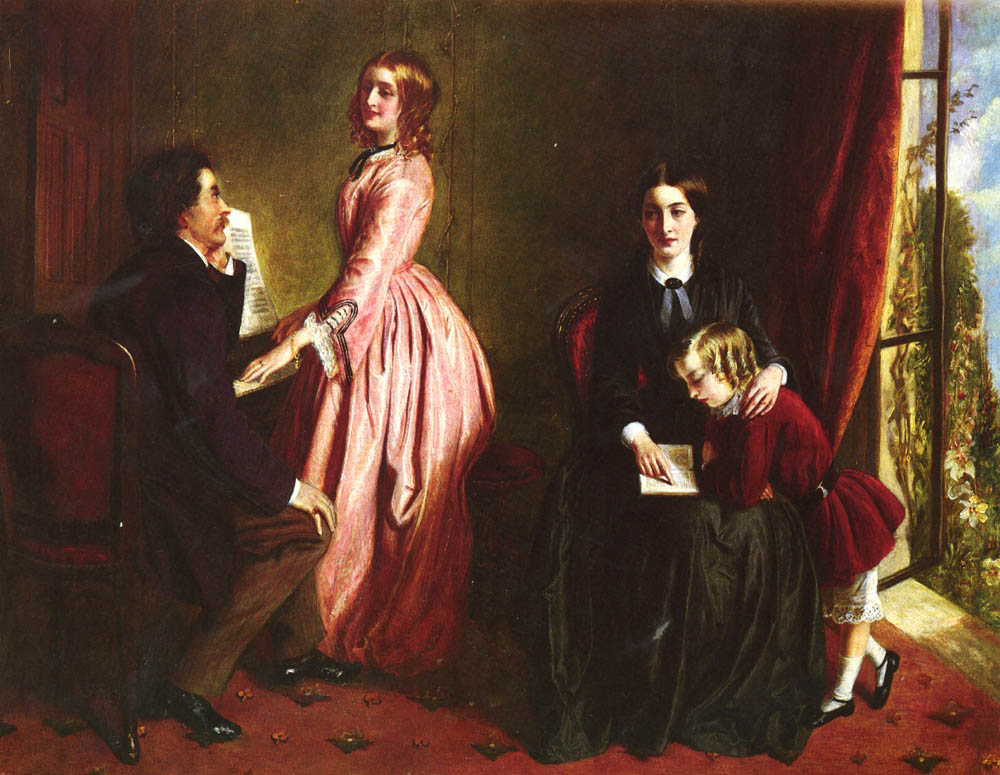
生徒である子供と一緒に、右に座っているのがガヴァネス。ヴィクトリア朝時代の家庭におけるその目立たない役割にふさわしい控えめな服装と態度を示している。レベッカ・ソロモン『ザ・ガヴァネス』、1851年。

ガヴァネス（英: governess、独: Gouvernante：グヴェルナンテ、仏: gouvernantes：グーヴェルナント）は、個人の家庭内で子供たちを教育し、訓練するために雇われる女性のこと。女家庭教師。
本項では英語にもとづいてガヴァネスという語を用いるが、英米以外での例については「女家庭教師」または「家庭教師」の訳語を充てる。

## 概要
ナニー（当初はナースと呼ばれた）やベビーシッターと異なり、子供たちの身の回りの世話をするのでなく、専ら教育に従事する。その対象は乳幼児でなく、学齢期の児童である。
今日ではガヴァネスの存在はまれで、サウジアラビアの王族のような大きく裕福な家庭や、オーストラリア奥地のような辺境で見られる程度である。しかし第一次世界大戦前には、ヨーロッパの裕福な家庭、特に適当な学校が近くに存在しない田園地方の場合には、一般的な存在であった。親が、遠くの寄宿制学校に何ヶ月も子女をやるより、手元で教育する方を選ぶかどうかは、時代や文化によって異なっている。ガヴァネスが担当するのは通常は女の子で、男の子の場合は幼少期に限られた。男の子はある程度成長するとガヴァネスの下を離れ、家庭教師（チューター（tutor））の手に移るか、学校に通った。

## 役割

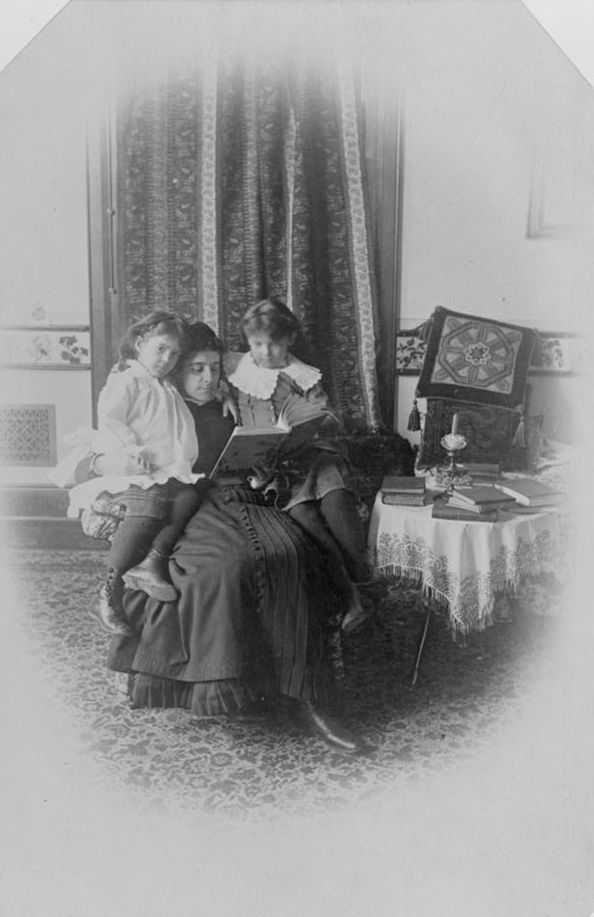
アレクサンダー・グラハム・ベルの娘に本を読み聞かせるガヴァネス（1885年）

ガヴァネスは児童に「3つのR」（The three Rs/reading、writing、arithmetic）、つまり日本で言う「読み・書き・算盤」を教えた。彼女らはまた、中流婦人に期待される「教養」もその生徒たる若いレディに教えた。それは例えばフランス語その他の外国語であり、ピアノなどの楽器であり、また絵画（通常、油彩よりもより上品な水彩画）などであった。このような専門教育のため男性の教師（芸術家や通訳）が臨時で雇われることもあった。

## ガヴァネスと社会
ガヴァネスはヴィクトリア朝の始まった1840年代頃から成人男性の海外移住や晩婚化が進み、大量の未婚女性が生まれてきた時代の職業である。ヴィクトリア朝の中産家庭の＜道具立て＞（paraphernalia）の一部として根づいた。しかし、社会的に女性が職業をもつのははしたないとされ、家庭においても使用人でもなく家族の一員でもない、＜余った女＞とも揶揄される、微妙なポジションにいた。このどっちつかずの社会的地位の現れとして、彼女らはしばしば一人で食事をした。ガヴァネスは中流の出自と教育を持っていたが、給金を受ける身であり、決して家族の一員ではなかった。当時の社会においては、ガヴァネスは、結婚していない中流の女性が自立するための数少ない方法の1つであった。そのポジションはしばしば憐憫の対象となるものであり、そこから抜け出すほぼ唯一の手段は結婚であった。生徒が成長してしまうとガヴァネスは新しい働き口を見つけなければならなかったが、まれに、成長した娘のコンパニオンとして引き続き雇われることもあった。
19世紀半ばには、ステレオタイプ化した「困窮化したジェントルウーマン」の救済が社会問題として人びとの関心を集めるようになった。1841年にロンドンのハーリ街にガヴァネス互恵協会が設立され、失職中のガヴァネスへの金銭的援助や職場紹介、老齢化したガヴァネスへの支援など慈善的活動を行った。次第に「困窮化したジェントルウーマン」問題はフェミニズムの第一波といわれる女性解放運動へと発展していった。
ガヴァネスとの交友関係が続くこともある。ビアトリクス・ポターは元ガヴァネスの子供に送った絵手紙を元にピーターラビットのおはなしを出版した。

## フィクション
特に19世紀において、ガヴァネスの登場する有名な小説がいくつも発表されている。
小説
- シャーロット・ブロンテの『ジェーン・エア』。
- アン・ブロンテの『アグネス・グレイ』。
- ウィリアム・サッカレーの小説『虚栄の市』の主人公レベッカ・シャープ。ガヴァネスとして雇われる。
- ヘンリー・ジェイムズの『ねじの回転』に登場するガヴァネス。神経過敏でヒステリックな人物。
- レフ・トルストイの小説『アンナ・カレーニナ』の主人公の兄ステパンは、子の女家庭教師と関係を持つ。
- ジェーン・オースティンの小説『エマ』は、主人公が自分のガヴァネスであるミス・テーラーを失う場面で始まる。ミス・テーラーは家族のコンパニオンとなっていたが、ウエストン氏と結婚して辞めるのである。また、ジェーン・フェアファクスは、上品ぶった不毛で従属的な生活から逃れるためガヴァネスとなる契約を結ぶ。
- テリー・プラチェットのSF小説『ディスクワールド』シリーズの第20巻『Hogfather』は、スーザン・ストー・ヘリットという名のガヴァネスが主人公である。
- ヒルダ・ルイスの児童文学『とぶ船』に登場するガートルード（姓は出て来ない）。
- シャーロック・ホームズシリーズの一篇『ぶな屋敷』に登場するヒロインのバイオレット・ハンター。
- シャーロック・ホームズシリーズの長編、『四つの署名』に登場するヒロインのメアリー・モースタン。のちに同シリーズの語り手、ジョン・H・ワトスンと結婚する。
- エーリッヒ・ケストナーの児童文学『点子ちゃんとアントン』に登場するアンダハト。
- アガサ・クリスティの推理小説『そして誰もいなくなった』に登場するヴェラ・クレイソーンは裕福な家の子供のガヴァネスを勤めていた過去があった。

映画
- 『サウンド・オブ・ミュージック』の主人公マリアは、修道院から家庭教師としてゲオルク・フォン・トラップ邸に派遣され、後に彼と結婚する
- 『ダーク・シャドウ』（ティム・バートン監督、ジョニー・デップ主演）で呪われた家に雇われたヴィクトリア・ウィンターズ。

漫画
- 森薫の『エマ』では、主人公のエマとウィリアム・ジョーンズが、ウィリアムの幼少期のガヴァネスであったケリー・ストウナーの家で出会う。（エマはケリーのメイドである。）
- もとなおこの『レディー・ヴィクトリアン』はガヴァネスの資格を持った主人公ブルーベルがロンドンにやってくるところから物語が始まる。
- 樹るうの『わたしのお嬢様』のヒロインの一人ミリアム＝ウィルスンの母ホリーは没落した名家の娘であり、ガヴァネスとして生計を立てていたが、勤め先の貴族の男性に関係を強要されて妊娠。仕事を辞めざるを得なくなって、もう一人の主人公メリーベル＝マーチの両親（妻クララベルはホリーの親友である）に、息子のアーサー（メリーベルの兄）のガヴァネスとして雇われることとなる。作中ではこの設定をはじめ、当時の貴族階級と中流階級、その下に位置する庶民との生活や意識の差が描かれている。
- 船戸明里の『Under the Rose』に登場するレイチェル・ブレナン。｢春の賛歌｣の章の主人公。貴族の家との関わりが分かりやすく描写されている。

## 著名なガヴァネス
- キャサリン・スウィンフォード - ジョン・オブ・ゴーントの子供たちのガヴァネスで、後に愛人となり、最終的には3番目の夫人となった。ジョンとの間にできた子はボーフォート家を興した。イングランド王ヘンリー7世はその母マーガレット・ボーフォートを通してキャサリンの子孫に当たる。
- キャサリン・アシュリー（Catherine Ashley） - イングランド女王エリザベス1世のガヴァネス。
- マントノン夫人 - ルイ14世の庶子（モンテスパン夫人との間の子供たち）の家庭教師として王の宮廷に入り、のちにルイ14世の最後の愛人(民事婚上の妻)となった。
- ルイーゼ・レーツェン（Louise Lehzen） - ヴィクトリア女王のガヴァネス。
- アン・サリヴァン - 著名な三重苦の少女ヘレン・ケラーを教育したガヴァネス。「奇跡の人」として知られ、同名の舞台、映画になった。
- アンナ・レオノーウェンズ／リーノウェンズ - シャム（現タイ）王室に雇われていた女性。『The English Governess at the Siamese Court（シャム王国のイギリス人ガヴァネス）』という顧録を執筆しており、それを元にした派生作品群（『アンナとシャム王』など）でガヴァネスとして描かれているが実際は英語教師である[8]
- “クローフィー”マリオン・クロフォード（Marion Crawford） - エリザベス2世女王とマーガレット王女のガヴァネス。
- マリ・キュリー - 父親の縁戚である弁護士の家庭の家庭教師を務め、後に史上最も有名な女性科学者の一人となった。
- リュシル・ランドン - ガヴァネスとして働いた後に修道女となった。

## 他の用法
ガヴァネス（governess）はガヴァナー（governor）の女性名詞であり、知事（governor）が女性である場合には女性知事（governess）となる。しかし女性の場合でも知事（governor）とも呼ばれる。